# Haitam Aleesami
Haitam Aleesami (psáno i jako Haïtam Alésami; * 31. července 1991, Oslo, Norsko) je norský fotbalový obránce a reprezentant marockého původu. Hraje na pozici levého beka.
Mimo Norsko působil na klubové úrovni ve Švédsku a Itálii.

## Klubová kariéra
- Holmlia SK (mládežnické týmy)
- Skeid Fotball (mládežnické týmy)
- Skeid Fotball 2010–2012
- Fredrikstad FK 2012–2014
- IFK Göteborg 2015–2016
- US Città di Palermo 2016–

## Reprezentační kariéra
V A-mužstvu Norska debutoval 10. 10. 2015 v kvalifikačním utkání v Oslu proti týmu Malty (výhra 2:0).